# 揚拉格特根湖
63°43′45″N 175°34′33″E / 63.729197°N 175.575802°E
揚拉格特根湖（俄语：Янрагытгын），是俄羅斯的湖泊，位於該國東北部楚科奇自治區，由阿納德爾區負責管轄，處於阿納德爾低地西南部，面積29.1平方公里，海拔高度79米。
1. ↑  . textual.ru.   [2021-07-30]. （原始内容存档于2021-07-30）.